# 代码世纪 乱斗 ～两个心跳～
《代码世纪 乱斗 ～两个心跳～》是2005年電子角色扮演遊戲，由史克威爾艾尼克斯開發並發行，對應日本移動電話平臺。遊戲是「代碼世紀系列」作品之一。

## 玩法
《代码世纪 乱斗》是电子角色扮演游戏，玩家操控角色「Lost L」。游戏场景以2D预渲染背景加3D角色模型呈現，战斗界面则採用3D图形。战斗以回合制展开，每场战斗共有五个回合。战斗指令有「攻击」「必杀技」「反击技」三种，不同指令存在石头、剪子、布般存在互克关系。各指令取胜后有不同的效果，如用反击技克制对手必杀技后，将封锁对手一回合的行动。指令依威力分为不同颜色，从强到弱依次为黄、红、蓝、紫、灰。如果玩家的指令等级不低于对手，就可以给对手造成伤害。玩家还可以跳过本轮，将指令存留到下回合。玩家胜利后可吸收对手的身体，亦即获得对手的职业和装备。玩家可根据角色特点，定制不同的战斗策略。
初版游戏中，玩家可以和电脑对手作战，或透過網路與其他玩家对战。2006年4月更新后，玩家还可组队与电脑三对三战斗。玩家也可以透過衛星定位功能将自己處所設爲基地，与其他玩家组队征服其他基地。

## 故事
《代码世纪 乱斗》的舞台名爲“球内世界”，即是戴森球式空心球的内壁。球体中心是孕育万物的「核心代码」，其每数万年会通过「轮回」让世界消灭与再生。为了在下次轮回中幸存，当前文明在核心代码的外围建立了方舟。然而计划失败，方舟坠毁，大多数幸存者变成了变成无意识编码「奥泰罗」，还有些人变成成强大的战斗者「Warhead」。幸存者分裂成不同派系，一些人相互斗争，另一些人有些隐蔽在地下。
游戏主角Lost L是变成Warhead的幸存者。为避免身体分解，Lost L必须战斗夺取其他Warhead的身体。他加入了自警團与Afternova派系战斗，一路上了解了他们的过去和方舟计划。最后一章中Lost L与《指挥官们》的角色Gene和Meme相遇；他们合力与Afternova头目和R（《档案》中登场角色，和Lost L境遇类似）战斗。

## 开发
2002年，亦即史克威爾与艾尼克斯合并为史克威尔艾尼克斯的前一年，史克威爾员工直良有佑创作了「代码世纪」的世界观。2005年，史克威尔艾尼克斯公佈了「多态」内容营销策略，即讓系列作品登上不同媒介，面向更多受众。「最终幻想VII补完计划」与「玛娜世界」即爲該策略下的產品。「代码世纪」雖为该策略的一环，但直良个人亦希望系列作品登上不同領域。「代码世纪」企划的制作团队名为「Warhead」。直良有佑担任游戏制作人，小山内貫担任总监，板鼻利幸负责角色设计，谷岡久美担任作曲。
《SaGa 未拓領域》和《圣剑传说 玛娜传奇》的編劇生田美和撰写游戏剧本。《乱斗》中亦有《指挥官们》和《档案》的配角，直良稱這可讓玩家将三款作品的故事聯繫起來。《危机之前 -最终幻想VII-》中玩家可以向他人發送求助提示，但這种交互方式只能單方面等待結果。而開發《乱斗》時，團隊希望能深化交互系統，故引入了雙向交互的實時對戰機能。游戏环境设计类似《最终幻想VII》和《VIII》，为预渲染2D背景加3D角色模型。受硬件机能限制，游戏仅在战斗环节启用3D环境，而团队依然希望挑战手机的图形能力限制。游戏采用契合手机格式的漫画风格故事过场。

## 发行
2004年9月，史克威尔艾尼克斯注册了「代码世纪 乱斗」等「代码世纪」企划的商标。史克威尔艾尼克斯在2005年電子娛樂展（E3）展前新闻发布会上公开本作，并宣布游戏预定于年内发行。如同「补完计划」，各「代碼世紀」作品都有首字母缩写代号，如本作「Code Age Bralws」的代号为「CAB」。游戏还于2005年8月的东京电玩展上亮相。10月10日至30日，游戏开展免费公开测试。
《代码世纪 乱斗》于12月15日登陆NTT DoCoMo兼容设备。游戏为订阅制，玩家需支付月费游玩。史克威尔艾尼克斯还举办了营销活动，最先注册的用户將获主题靠垫或手机清洁器。《指挥官们》玩家还可用代码抢先游玩，获取稀有卡牌。
《游戏》首章于2005年12月15日发布，後續四章于次年1月24日、3月14日、5月14日、7月3日面世。更新內容含有新角色职业、游戏社群网站更新、战斗竞技场、适配NTT DoCoMo i-area服务的便捷玩家对战。北美版曾计划于2006年发布，但包括《乱斗》在内的「代码世纪」作品終均無海外版。2006年9月30日，《乱斗》终止服务。

## 评价
西方媒体人对游戏预告片印象深刻。「IGN」称游戏画面令人震惊，角色模型非常精致。「GameSpot」的斯蒂芬·帕莱特称，影片中的游戏图形纹理平滑。
「GameSpot」的凯丽·古斯科斯在2005年东京电玩展上实机测试，她肯定了战斗系统，稱指令系统富有策略深度。日本网站「ITMedia」的初版游戏评测称，游戏战斗较市面其他游戏有新意，但多人对战服务器连线常不稳定。